# Tandžur

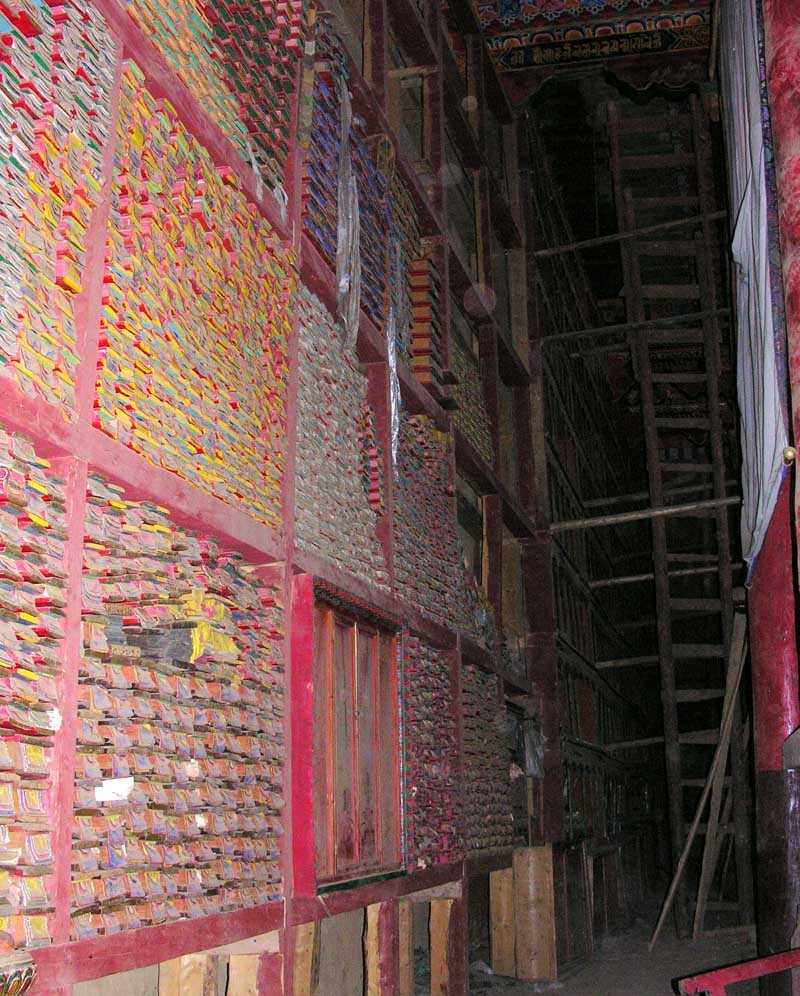
Klášterní knihovna s policemi, kde jsou uloženy Tandžur a Kandžur. Budhistický klášter Riwoche.

Tandžur, též Tängjur  (doslova „Překlad komentářů“), je jedna ze sbírek textů tibetského buddhistického kánonu. Tandžur zahrnuje především komentáře ke Kandžuru, ale i samostatná díla. V České republice je Tandžur dostupný v tibetské knihovně Orientálního ústavu Akademie věd. Jedná se o tzv. dergeský Tandžur, který obsahuje 213 textů, které se vztahují zejména tantře, dále pradžňápáramitě, mádhjamice, Abhidharmě a sútrám.
Počátky vzniku Tandžuru sahají do přelomu 8. a 9. století, kdy začaly vznikat první překlady buddhistických textů do tibetského jazyka. Avšak až ve 14. století proběhlo jejich systematické uspořádání do dvou sbírek. Byl to Butön Rinčhendub (1290–1364), který tehdy zrevidoval dané texty a dal jim ucelenou formu. Jeho dílo se označuje jako tzv. žaluské vydání či „Žalu Tandžur“ (podle kláštera Žalu, kde text vznikl).